# Milagro en Londres
Milagro en Londres es una obra de teatro de José María Bellido, estrenada en 1972.

## Argumento
La obra comienza con el desplazamiento a Londres, de un grupo de hinchas de fútbol. Una vez allí, se divertirán acudiendo a una casa de alterne, en donde se encuentra refugiada una muchacha joven española, debido a ser madre soltera. El milagro del título ocurrirá cuando uno de los hombres acabe casándose con la muchacha en un final feliz.

## Estreno
- Teatro Goya, Madrid, 23 de junio de 1972.
  - Dirección: Luis Balaguer.
  - Escenografía: Emilio Burgos.
  - Intérpretes: Paula Martel, José María Mompín, José María Caffarel, María Isbert, Rosario García Ortega, Jesus Guzmán.

### Televisión
- 7 de octubre de 1981, en el espacio Teatro Estudio, de TVE. Intérpretes: María Isbert, Manuel Alexandre, Mari Carmen Prendes, Francisco Cecilio.